# 陶赖图葛根庙
陶赖图葛根庙，位于中国内蒙古自治区兴安盟科尔沁右翼前旗陶赖图山脚下，是一座藏传佛教格鲁派寺院。如今已成为内蒙古自治区东北部最大的藏传佛教寺院。

## 历史
葛根庙位于白阿铁路沿线，乌兰浩特市东南60里，洮儿河东岸，南北走向的111国道位于葛根庙以东。葛根庙在陶赖图山脚下东南方向。
葛根庙分为东、西两庙，东庙由朝克沁（梵通寺）、居德伯（慧通寺）、拉森（广寿寺）组成；西庙由查干（宏济寺）、胡硕（广觉寺）组成。“葛根庙”广义上指东、西两庙，狭义上指东庙。
蒙古族科尔沁部信奉藏传佛教格鲁派，过去哲里木盟十旗建有180多座藏传佛教寺院，大多兴建于清朝康熙、乾隆、嘉庆年间。其中，札萨克图郡王旗（今科尔沁右翼前旗）的陶赖图葛根庙，今科尔沁左翼中旗的双福寺、科尔沁右翼中旗的白音和硕庙等，均较为著名，而其中的陶赖图葛根庙规模最大、等级最高。
哲里木盟十旗的第一位葛根（“葛根”一词为转世者的总称），出现于清朝乾隆年间。土谢图亲王府佛堂供佛的喇嘛却日布札木苏因粗通医术，治愈了达尔罕亲王久治不愈的病，达尔罕亲王乃封却日布札木苏为“阿巴格”喇嘛。自此，民众很快借达尔罕亲王赐予的“阿巴格”之尊称，将却日布札木苏传成了葛根（活佛）。此即该庙的诺彦活佛系统。

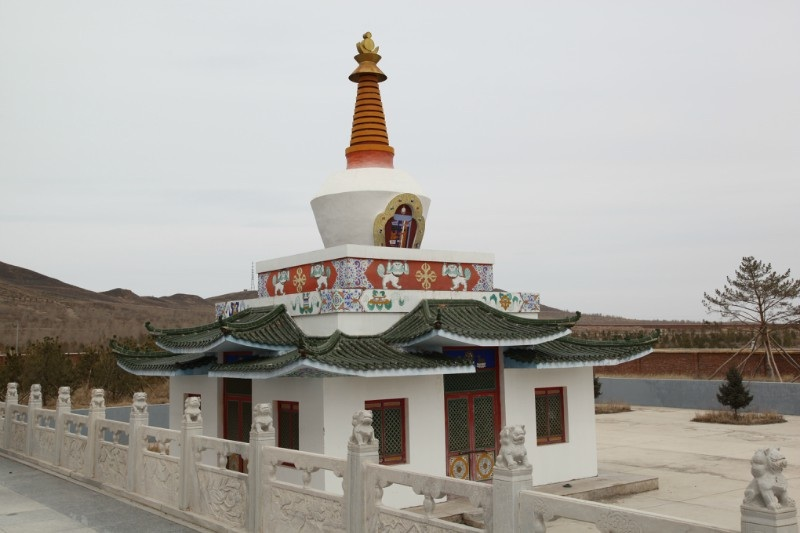
长寿塔

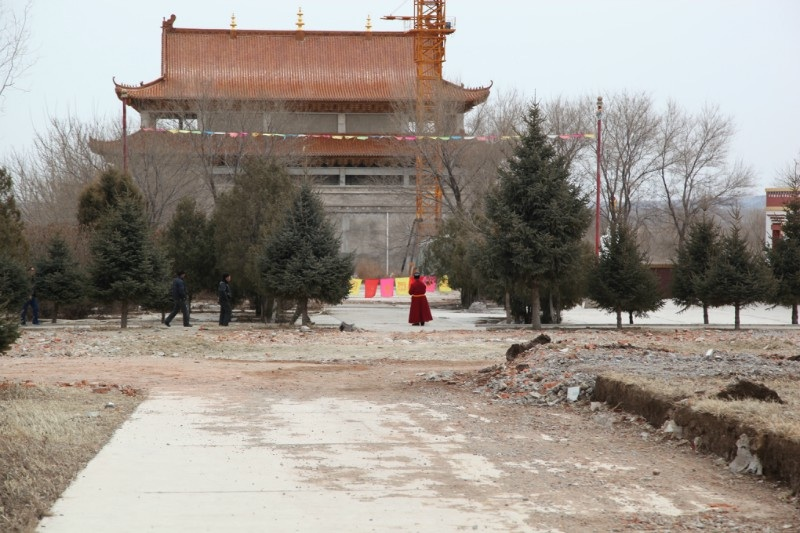

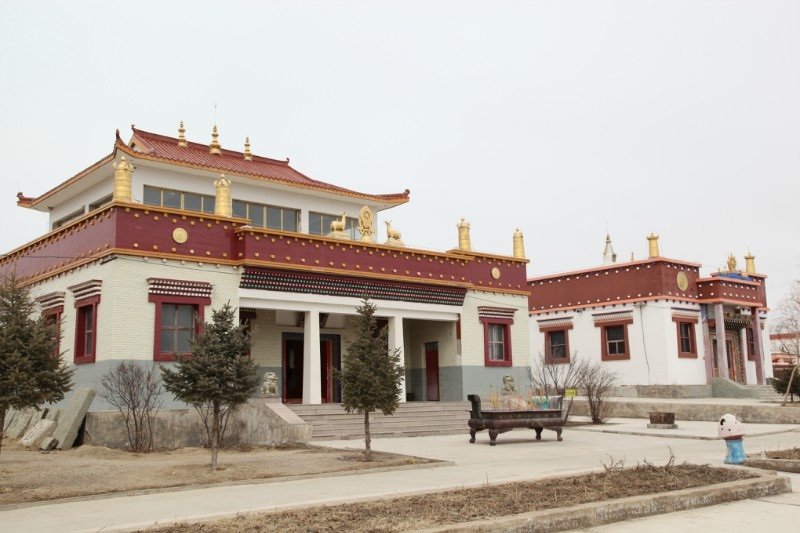
左为菩提济度寺，右为功德任运寺

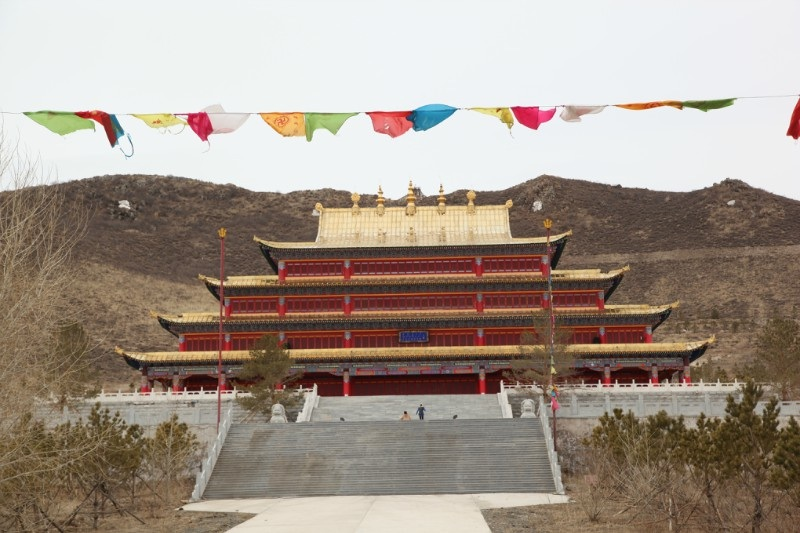
千手千眼观音殿

葛根庙的前身是位于今吉林省洮南县东北30华里的莲花图庙，为郡王鄂齐尔兴建。清朝乾隆十三年（1748年），莲花图庙迁至如今的寺址，乾隆帝赐莲花图庙为“梵通寺”。嘉庆元年（1796年），在已故第二世葛根阿旺丹巴雅日所选地址上，哲里木盟十旗王公筹资，在札萨克图旗中部（今科尔沁右翼前旗南部）的陶赖图山南坡创建了一座大寺。这座新寺庙被命名为“陶赖图葛根庙”。为了修建陶赖图葛根庙，特从北京请来了图门乌力吉等工匠30多人，仿西藏斯热捷布桑庙的式样修建。第一批工程于嘉庆三年七月十二日（1798年）建成。当时，该庙由梵通寺（即大雄宝殿）、广寿寺、宏济寺、广觉寺组成。同治九年（1870年），又增建了慧同寺。该庙几经续建，形成大、小殿堂及喇嘛住宅等建筑，占地面积大约六万余平方米，周围设有石刻佛堂30座，以这些佛堂作为该庙庙址的界线标志。
1935年，日本特务加藤（又名敖木特普尔扒克巴）以佛教徒的身份到陶赖图葛根庙，在庙中居住十年，并经常和王爷庙的日本特务机关的上司麻生达男（即麦得尔扎布）接头。1941年，日本特务机关以“重视宗教信仰”为名，派特务崛内（化名法号为“巴达玛道尔吉”）来到该庙。崛内在该庙提出举办“国民义塾”，让全部小喇嘛入学，学习日语及念诵日本佛经，但因遭全体主持教务的喇嘛和小喇嘛们的反对而作罢。1945年日本投降，满洲国灭亡，特务麻生达男、加藤逃走时，欲将该庙的小葛根劫走，但因喇嘛们及时将小葛根转移，而未得手。
此后，东蒙古人民代表大会筹备委员会决定，1946年1月16日起，东蒙古人民代表大会在西科前旗（今科尔沁右翼前旗）葛根庙召开。东蒙古36个旗县的266名代表参加会议。会议通过了《东蒙古人民自治政府施政纲领》、《东蒙古人民自治政府组织纲领》、《东蒙古人民自治法》，发表了《东蒙古人民自治政府宣言》。其后，1946年2月15日，东蒙古人民自治政府在王爷庙街宜告成立。
解放之后，葛根庙的喇嘛中，许多青壮年喇嘛自动还俗，有的参军、学医，有的回到家乡从事农牧业生产。住在庙里的喇嘛，除进行宗教活动外，还响应中国共产党和人民政府的号召，参加生产劳动，自食其力。年老体弱而无依靠的喇嘛，则受到政府有关部门的照顾。
文化大革命爆发后，1966年8月28日，200多名红卫兵冲进了葛根庙，进行了毁灭性破坏。庙内收藏的《甘珠尔》、《丹珠尔》1868卷被烧毁，这其中包括以金汁书写的经书7卷。此外，还运走镀金佛像5073尊、地毯500米，砸毁泥塑佛像、石佛像500多尊。1969年8月，居住在葛根庙附近的公社社员拆毁了葛根庙正殿3座、偏殿2座、小殿2座，以及葛根宫、葛根仓、喇嘛仓、喇嘛住房四千多间。葛根庙内外洗劫一空。
1976年以后，中国共产党逐步落实宗教政策。1987年，老布僧希日布扎拉森来到葛根庙担任住持。内蒙古自治区宗教局拔出专款，兴安盟公署和科尔沁右翼前旗人民政府也筹资，于1988年7月在原址动工兴建面积400平方米的经堂，至1990年10月7日第一期工程完工，并举行复建落成典礼暨经堂开光仪式。1993年6月3日，葛根庙住持老布僧希日布扎拉森投资6万元建第二经堂“功德任运寺”，建筑面积120平方米。2000年代，由老布僧金巴接替老布僧希日布扎拉森担任葛根庙住持，老布僧希日布扎拉森则退居葛根庙内。
到21世纪初，葛根庙共有喇嘛20多名，每年农历4月15日的庙会日，参加庙会的民众达4000人以上。 

## 建筑
复建后的葛根庙占地面积153万平方米，坐北朝南，位于陶赖图山的山坡上，北靠陶赖图山，南对孟希山，西为洮儿河，东为111国道。葛根庙原来寺院规整，建筑密集，为纯藏式建筑。复建后的葛根庙占地广阔，建筑分散，比如山门就和主体建筑群距离较远。
葛根庙复建过程中，梵通寺、功德任运寺为最先建好的建筑，当时内供佛像500余尊，藏有《甘珠尔》和《丹珠尔》各两部424卷，以及宗喀巴所著经书100册。还有供器一千多件，幔帐、条幅200多条。庙区内还建有时轮金刚塔7座、僧舍5栋，另有招待所、宗教用品商店等设施。如今，葛根庙的建筑又新建了许多，规模已大大增加。
复建后葛根庙的主要建筑沿南北中轴线排列。从南向北依次为山门、（三座）天王殿、梵通寺、大雄宝殿、千手千眼观音殿，露天释迦牟尼佛像、图来图敖包。
- 山门[2]
- 天王殿：三座，横向并排排列，之间有围墙相连。中间一座在中轴线上，横向左右对称各1座。三座殿的大小、造型相同。但中间殿的边玛檐墙为褐色，左右两个殿的边玛檐墙为红色。[2]
  - 金刚塔：一座白色覆钵式塔。位于山门和天王殿之间的西侧。[2]
  - 长寿塔：一座白色覆钵式塔。位于山门和天王殿之间的东侧。[2]
- 梵通寺（经堂）：位于中间一座天王殿以北。其西依次为转金轮、菩提济度寺；其东依次为转金轮、显密究竟寺、功德任运寺。梵通寺内正面供奉释迦牟尼画像、第三世葛根塑像、第七世葛根画像，两侧摆放《甘珠尔》和《丹珠尔》；经堂中央排列两行铺有地毯之诵经席；经堂两侧墙壁上绘有十八罗汉壁画。[5][2]
  - 转金轮：位于梵通寺东、西两侧。[2]
  - 菩提济度寺：位于梵通寺西侧的转金轮正西。[2]
  - 显密究竟寺：位于梵通寺东侧的转金轮正东。[2]
  - 功德任运寺：位于显密究竟寺正东。为第二经堂。[5]
- 大雄宝殿：位于梵通寺后面的大平台上，左右各有塔。殿前东西各有配殿。为汉藏式建筑，旋子彩画，歇山顶，屋面由铜皮制成。大殿为砖木结构．面阔7间， 进深4间。大殿有三层，有吹拔，井口天花。大殿一层供奉：三世佛（中）、弥勒菩萨（左）、普名大日如来（右）、马头金刚（左）、大金刚手（右）；大殿一层两侧供奉：十八罗汉，八大菩萨，药师八尊， 二十一度母，四大天王。大殿二层供奉：宗喀巴（师徒三人）、药师佛、长寿佛、绿度母（右）、长寿佛、文殊菩萨、白度母（左）。殿内还供奉着第一至七世葛根的遗骨。殿内的梁、板、柱均为模仿木结构以混凝土制作，并绘有彩画。[5][2]
  - 菩提塔、尊胜塔：位于大雄宝殿东、西两侧。[2]
  - 菩萨殿、护法殿：位于大雄宝殿前东、西两侧，位置比菩提塔、尊胜塔靠南。[2]
  - 钟楼、鼓楼：位于大雄宝殿前东、西两侧，位置比菩萨殿、护法殿更靠南。[2]
- 千手千眼观音殿：规模巨大，达6000平方米，四层重檐歇山顶。[2]2011年9月12日，千手千眼观音殿开光法会在葛根庙举行。[7]
- 露天释迦牟尼佛像：位于观音殿正后方，体量很大。[2]
- 图来图敖包[2]

庙的东面是活佛府，活佛府的东面为喇嘛的办公区及生活区。活佛府与喇嘛的办公区及生活区自成一个大院落，其中活佛府与喇嘛的办公区及生活区位于功德任运寺以东稍微偏北的位置。
庙的南端有葛根庙唯一留存的老房子，原来是喇嘛的住所，到21世纪初已经有200多年的历史。现在庙的西端，西侧天王殿以西，以这座老房子的样式及布局又新建了四座房子，供来庙参加法会的居士的住所。